# Csúcsív

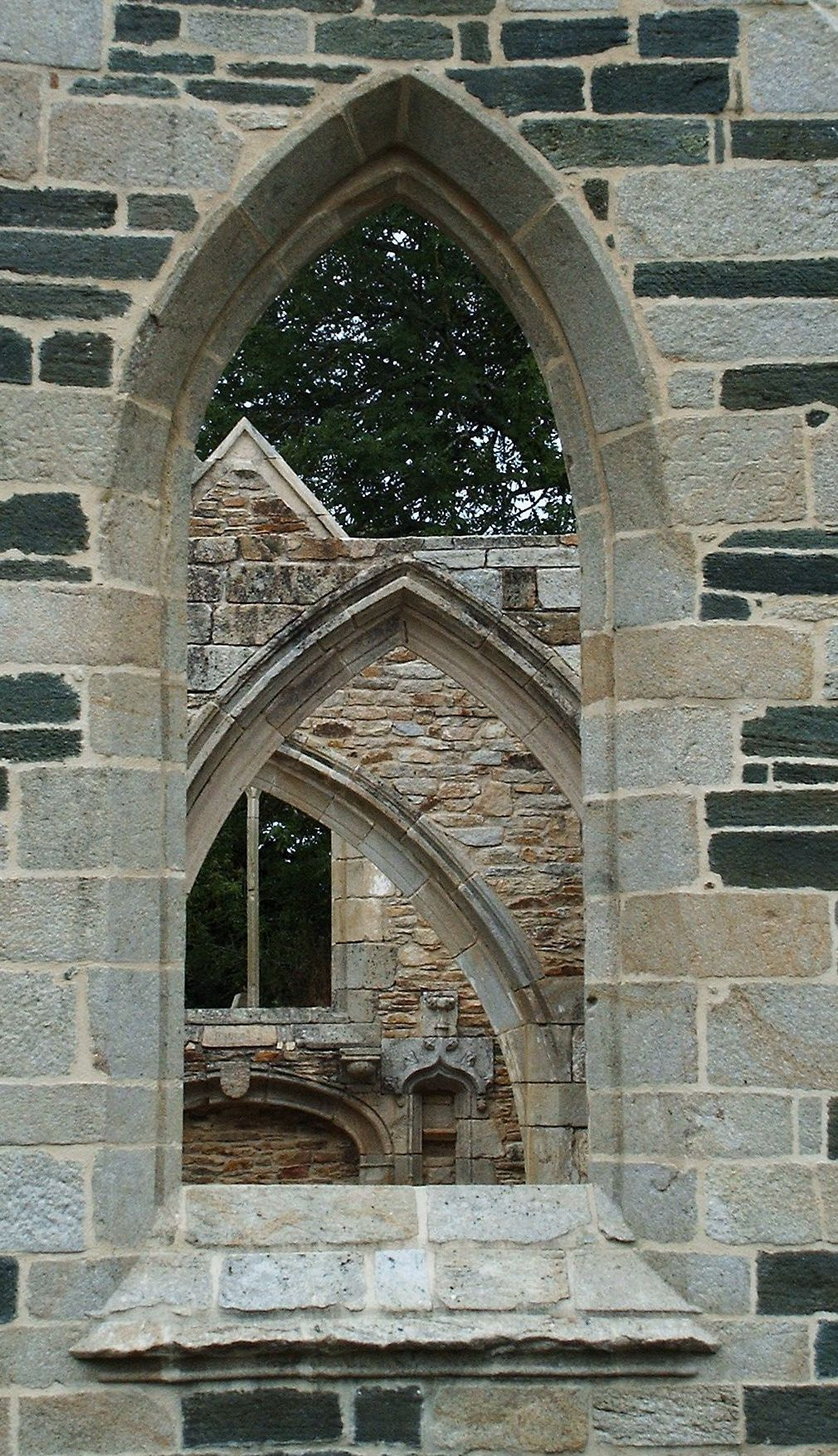
Csúcsívek a plonéour-lanverni Szent Philibert-kápolnában (Bretagne, Franciaország)
Az előtérben látható ablaknyílás lándzsaíves, a boltív egyenlő oldalú csúcsíves, a hátsó fal befalazott kapuja Tudor-íves, a jobb oldalán látható szoborfülke szamárhátíves záródású

A csúcsív a gótikus építészetre jellemző, de már a kora középkori bizánci építészetben megjelenő ívforma, ablak- és kapunyílások, boltívek, donga- és keresztboltozatok gyakori vezérgörbéje. Az iszlám építészetben szintén gyakran előforduló architektonikai elem. 19. századi német művészettörténeti munkák alapján a magyar szakirodalomban is gyakran használják a gótikus építészet leírására a csúcsíves stílus (Spitzbogenstil) kifejezést.
Szerkezetileg egyenlő oldalú vagy egyenlő szárú háromszög köré szerkeszthető, két körszeletből álló ívforma. A vezérgörbét alkotó ívek a vállpontból indulnak ki, és hegyes szöget képezve a záradékpontban találkoznak. A körszeletek középpontja a vállpontok alkotta képzeletbeli vízszintes, a vállvonal más-más pontján helyezkedik el. Ennek megfelelően a csúcsív alaptípusai a következők:
- Egyenlő oldalú csúcsív: A körszelet középpontja az ellentétes ívpár vállpontjába esik, azaz a csúcsívet alkotó körszeletek húrjai egyenlő oldalú háromszöget alkotnak.
- Nyomott csúcsív: A körszeletek középpontjai az ívközön belül, gyakran akár a vállvonal alatt találhatóak.
- Magas csúcsív vagy lándzsaív: A körszeletek középpontjai az ívközön kívül esnek. Főként a korai angol gótika kedvelt ívformája volt.
- Szamárhátív vagy pontyhátív: A csúcsív vezérgörbéje egy alsó konvex és egy felső konkáv vonalú körszeletből tevődik össze, azaz a záradékpontban a körszeleteket ívesen felkanyarítják. A 13. századi angol gótikában megjelent, majd a késő gótikában Európa-szerte elterjedt megoldásnak magas és karcsú, illetve nyomott és lapos változata egyaránt ismert.
- Tudor-ív: Szintén a késő gótika angol mintára elterjedt ívformája, amelyben a kisebb körívvel megszerkesztett vállpontokra támaszkodó ívnyílás tompa szögú háromszög köré szerkeszthető.
- Függönyív vagy csillagív: Egy- vagy két konkáv ívből szerkesztett vezérgörbék képezik a nyílást. Különösen a késői gótika világi építészetében, ablaknyílások vagy -szemöldökök kialakításakor alkalmazták.
- Patkóív: Főként a középkori iszlám építészetben gyakori, a vállvonalnál összeszűkülő ívforma.

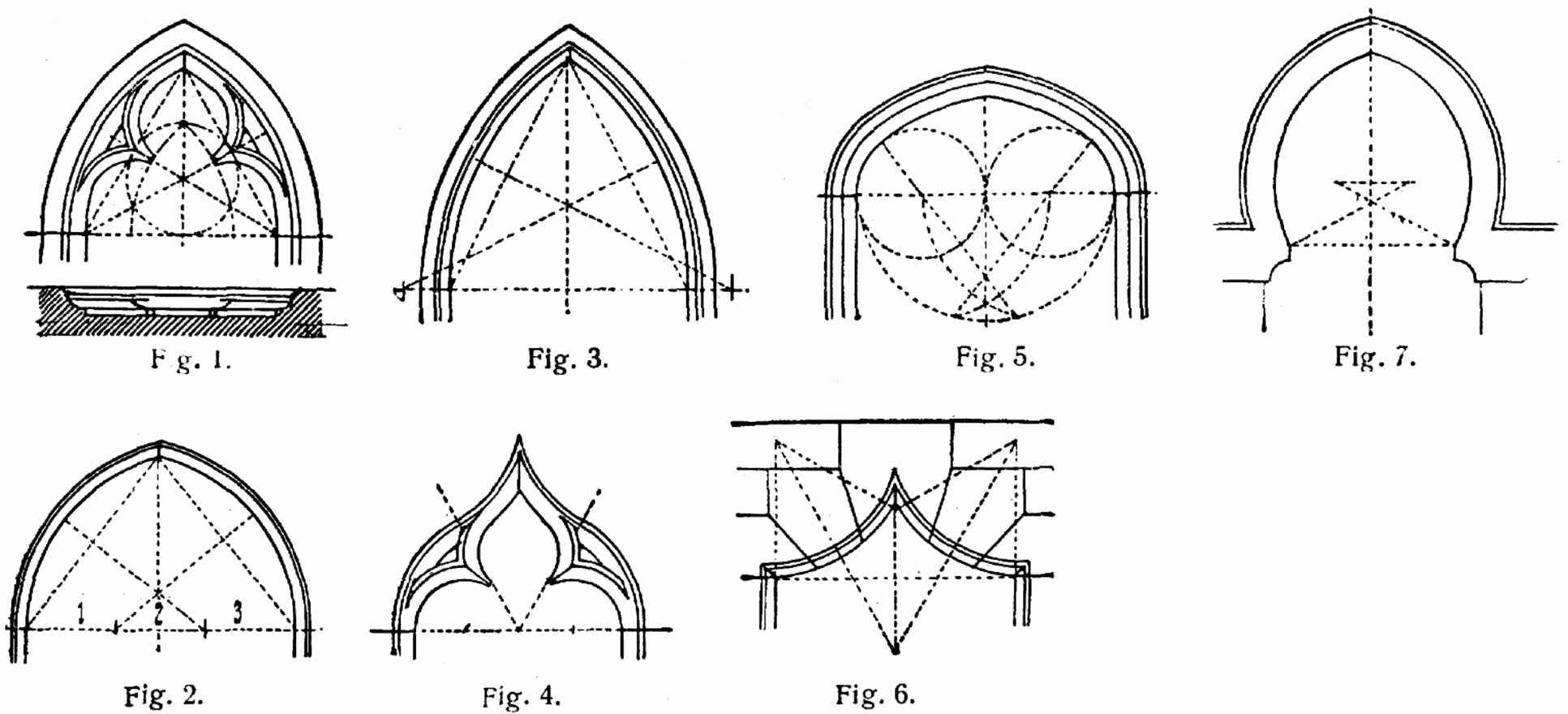
Csúcsívek
1) Egyenlő oldalú csúcsív (belső íve kétkaréjos mérművel tagolva); 2) Nyomott csúcsív; 3) Lándzsaív; 4) Szamárhátív (belső íve kétkaréjos mérművel tagolva); 5) Tudor-ív; 6) Függönyív; 7) Patkóív